# Вамбери, Рустем
Рустем Вамбери (венг. Vámbéry Rusztem, англ. Rustem Vambery; 29 февраля 1872, Будапешт — 24 октября 1948, Нью-Йорк) — венгерский юрист и политический деятель.
Сын известного ориенталиста Арминия Вамбери. Изучал право в Галле и Будапеште, позднее стал судьёй, работал криминалистом. Занимал высокие позиции в Гражданской радикальной и Партии независимости 48-го года (Партии Кошута). В политике относился отрицательно как к коммунистам Белы Куна, так и к режиму Хорти. При последнем выступал защитником в антикоммунистических политических процессах — деле о народных комиссарах (1920), суде над поэтом Аттилой Йожефом (1924) и втором процессе против Матьяша Ракоши (1934—1935).
В 1938 году эмигрировал в США, преподавал в Нью-Йоркской школе социальных исследований. Вернулся на родину после освобождения от нацистов в 1945 году, был приглашён представителем во Временное национальное собрание. Краткое время (8 месяцев: с сентября 1947 по май 1948 года) занимал должность посла Венгрии в США, однако подал в отставку, разочарованный политическим курсом Ракоши.